# Nakagawa (Nagano)
Nakagawa (中川村 Nakagawa-mura?) es una villa en la prefectura de Nagano, Japón, localizada en la parte central de la isla de Honshū, en la región de Chūbu. El 1 de marzo de 2021 tenía una población estimada de 4585 habitantes y una densidad de población de 60 personas por km².

## Geografía
Nakagawa se encuentra en el valle de Ina, en el centro-sur de la prefectura de Nagano, en las montañas Kiso, atravesada por el río Tenryū.

## Historia
El área de la actual Nakagawa era parte de la antigua provincia de Shinano durante el período Edo. Las villas de Katagiri y Minakata se fusionaron el 1 de agosto de 1959 para formar Nakagawa.

## Demografía
Según los datos del censo japonés, la población de Nakagawa ha estado disminuyendo en los últimos 60 años.
| Gráfica de evolución demográfica de Nakagawa entre 1940 y 2015 |
|                                                                |
| Oficina de Estadísticas de Japón                               |